# Stenohya gruberi
Stenohya gruberi es una especie de arácnido del orden Pseudoscorpionida de la familia Neobisiidae.

## Distribución geográfica
Se encuentra en Nepal.